# Laupala
Laupala är ett släkte av insekter. Laupala ingår i familjen syrsor.

## Dottertaxa tillLaupala, i alfabetisk ordning[1]
- Laupala cerasina
- Laupala eukolea
- Laupala eupacifica
- Laupala fugax
- Laupala hapapa
- Laupala hualalai
- Laupala kai
- Laupala kanaele
- Laupala kauaiensis
- Laupala kohalensis
- Laupala kokeensis
- Laupala kolea
- Laupala koloa
- Laupala kona
- Laupala lanaiensis
- Laupala makaio
- Laupala makaweli
- Laupala media
- Laupala mediaspisa
- Laupala melewiki
- Laupala molokaiensis
- Laupala neospisa
- Laupala nigra
- Laupala nui
- Laupala oahuensis
- Laupala olohena
- Laupala pacifica
- Laupala paranigra
- Laupala parapacifica
- Laupala paraprosea
- Laupala prosea
- Laupala pruna
- Laupala spisa
- Laupala tantalis
- Laupala waikemoi
- Laupala wailua
- Laupala vespertina